# Valdemārpils
Valdemārpils (en alemany: Saßmacken) nomenat Sasmaka fin el 1926, és un poble del municipi Municipi de Talsi, del qual és el centre administratiu, al nord de Letònia.

## Història

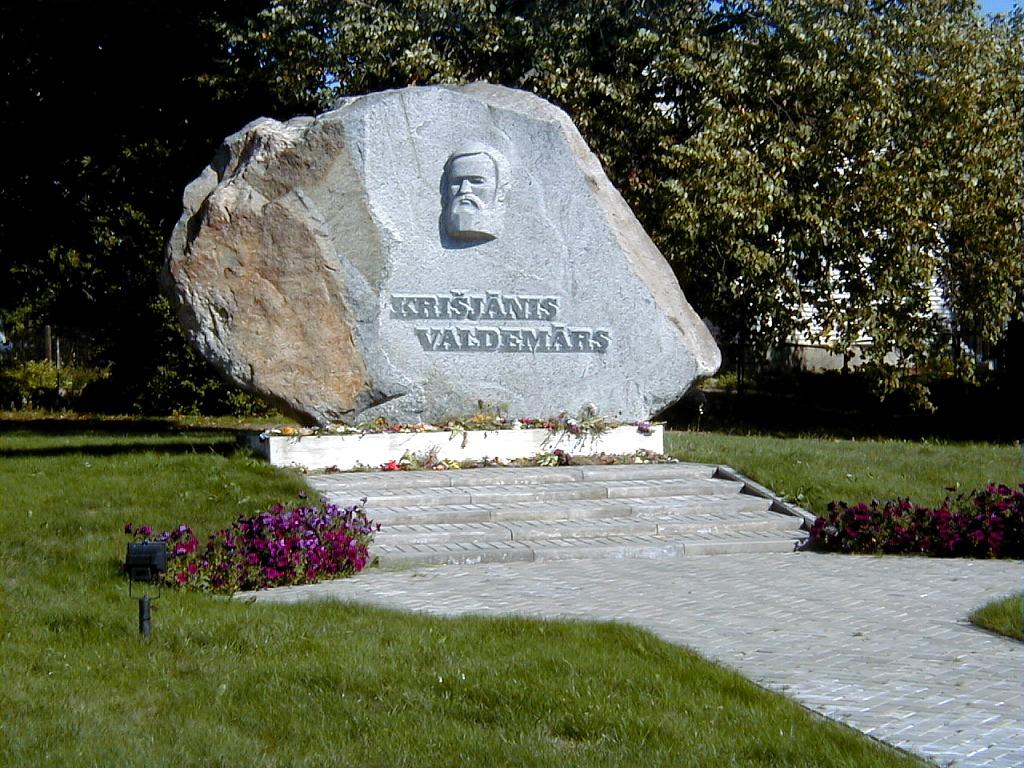
Monument en honor de Krišjānis Valdemārs

La ciutat es nomena Valdemārpils per Krišjānis Valdemārs, nascut a la propera parròquia de Valdgale (aleshores part de la parròquia d'Arlava), qui va ser un dels líders del primer Despertar nacional letó. Es va celebrar a la ciutat amb un monument commemoratiu.